# Ariton, Alabama
Ariton là một thị trấn thuộc quận Dale, tiểu bang Alabama, Hoa Kỳ. Dân số năm 2009 là 746 người, mật độ đạt 57 người/km².